# Yakuake
Yakuake (Yet another Kuake, antes llamado YaKuake) es un emulador de terminal para KDE inspirado en el terminal del videojuego Quake: cuando pulsas una tecla (por defecto F12, pero se puede cambiar) la consola aparece en la pantalla deslizándose desde la parte superior del escritorio, y cuando la vuelves a pulsar desaparece.
La ventaja de esta terminal radica en la velocidad de carga. Al estar siempre cargada en memoria tarda mucho menos en arrancar que las demás, algo muy útil para la gente que utiliza de forma continuada la consola.